# Celestún kommun
Celestún är en kommun i Mexiko.   Den ligger i delstaten Yucatán, i den östra delen av landet, 900 km öster om huvudstaden Mexico City. Antalet invånare är 6 816. Arean är 869 kvadratkilometer.
Terrängen i Celestún är mycket platt.
Följande samhällen finns i Celestún:
- Celestún